# Dominici
Dominici é uma banda de metal progressivo fundada em 2005 por Charlie Dominici, ex-vocalista do Dream Theater, banda do mesmo gênero musical. Dominici abriu por três vezes performances do Dream Theater durante o tour Chaos in Motion. Até o momento, a banda lançou três álbuns chamados O3: A Trilogy (parte um, dois e três).

## Formação
- Charlie Dominici - vocais
- Brian Maillard - guitarras
- Riccardo eRIK Atzeni - baixo
- Americo Rigoldi - teclados
- Yan Maillard - bateria

## Discografia
- 2005 - O3: A Trilogy, Part One
- 2007 - O3: A Trilogy, Part Two
- 2008 - O3: A Trilogy, Part Three